# Elaeagnus ×submacrophylla
Hybride
Parent  A  de l'hybridation 
  Elaeagnus macrophylla 
×

Parent  B  de l'hybridation 
  Elaeagnus pungens 
Classification APG III (2009)
Elaeagnus ×submacrophylla, le Chalef d'Ebbing, est une espèce de plantes à fleurs de la famille des Élaéagnacées. C'est un hybride issu du croisement entre Elaeagnus macrophylla et Elaeagnus pungens. 

## Synonyme
Elaeagnus ×ebbingei Door.

## Description
C'est un arbuste à port dressé et à feuillage persistant dont la taille peut atteindre jusqu'à 5 mètres de haut.
Ses feuilles sont coriaces, vert foncé aux reflets gris sur le dessus et argentées sur le dessous.
Ses fleurs, petites et blanches, éclosent en automne, et libèrent un parfum agréable très apprécié.
Le fruit ressemblant à une petite drupe  allongée, de couleur rouge-orangé et comestible, est en fait un akène englobé dans l'hypanthe devenu charnu. Il murit dès le mois d'avril, et est dégusté à maturité lorsque son astringence s'estompe.

## Fixation de l'azote
Elaeagnus ×submacrophylla a, comme beaucoup de plantes appartenant au genre Elaeagnus, la propriété d'héberger au niveau de ses racines des bactéries du sol capables de fixer l'azote présent dans l'atmosphère.